# Hakai
Hakai (破戒, lit. mandamento quebrado) é um filme de drama japonês de 1948 dirigido por Keisuke Kinoshita, baseado no romance Hakai (破戒) de Tōson Shimazaki.

## Sinopse
Segawa, um jovem professor que vive na zona rural do Japão durante a era Meiji, esconde as suas raízes burakumin, como prometeu ao seu pai, que esperava que o seu filho vivesse uma vida sem discriminação social. Sua promessa entra em conflito com seu desejo de confessar seu segredo a Oshiho, sua noiva. Kazama, mentor e futuro sogro de Segawa, proveniente de uma antiga família de samurais, acaba de ser forçado a se aposentar por razões monetárias, perdendo, assim, sua pensão. Depois de se encontrar com Inoko, uma proeminente escritora burakumin (que mais tarde é morta por um grupo de moradores), começam a se espalhar rumores sobre a descendência de Segawa. Pressionado numa reunião pública da cidade, ele finalmente revela a verdade. Com a maioria, incluindo Kazama, voltando-se contra ele, ele é forçado a renunciar do cargo de professsor. Ao deixar a cidade junto com Oshiho, que decidiu ficar ao seu lado, ele se despede de Tsuchiya, seu único e leal colega, e dos seus alunos.

## Elenco
- Ryō Ikebe como Segawa
- Yoko Katsuragi como Oshiho
- Osamu Takizawa como Inoko
- Jūkichi Uno como Tsuchiya
- Eitarō Ozawa como Takayanagi
- Ichiro Sugai como Kazama
- Chieko Higashiyama

## Prêmios
- Mainichi Film Awards de Melhor Diretor Keisuke Kinoshita (por Hakai, Onna e Shōzō)[4]